# Podbrdo (Słowenia)
Podbrdo – wieś w Słowenii, w gminie Tolmin. W 2018 roku liczyła 605 mieszkańców.